# Marius Iordache
Marius Iordache (ur. 8 października 1978 w Krajowie) – rumuński piłkarz występujący na pozycji obrońcy.

## Życiorys
Wychowanek Universitatei Krajowa, w 1996 roku został włączony do pierwszej drużyny. W Divizii A zadebiutował 2 października w wygranym 4:0 meczu z Politehniką Timișoara. W Universitatei występował do końca 1998 roku, po czym przeszedł do Villarreal CF. W Primera División rozegrał jedno spotkanie, 28 lutego 1999 roku z Espanyolem (2:2). Po zakończeniu sezonu wrócił do Rumunii, wiążąc się kontraktem ze Steauą Bukareszt. Po półroczu przeszedł do Naționalu Bukareszt, w którym występował do 2003 roku. Następnie wrócił do Universitatei. W rundzie jesiennej sezonu 2005/2006 był piłkarzem Pandurii Târgu Jiu, następnie przeszedł do cypryjskiego Ethnikosu Achna. W latach 2007–2008 jego pracodawcą był Ceahlăul Piatra Neamț. Następnie zakończył karierę. Ogółem rozegrał 138 meczów w najwyższej rumuńskiej klasie rozgrywkowej, zdobywając cztery gole.

## Statystyki ligowe
| Sezon         | Klub                      | Liga                      | Mecze | Gole |
| ------------- | ------------------------- | ------------------------- | ----- | ---- |
| 1996/1997     | FC Universitatea Craiova  | Divizia A                 | 14    | 0    |
| 1997/1998     | FC Universitatea Craiova  | Divizia A                 | 28    | 2    |
| 1998/1999 (j) | FC Universitatea Craiova  | Divizia A                 | 12    | 0    |
| 1998/1999 (w) | Villarreal CF             | Primera División          | 1     | 0    |
| 1999/2000 (j) | FC Steaua Bukareszt       | Divizia A                 | 9     | 1    |
| 1999/2000 (w) | FC Național Bukareszt     | Divizia A                 | 13    | 0    |
| 2000/2001     | FC Național Bukareszt     | Divizia A                 | 10    | 0    |
| 2001/2002     | FC Național Bukareszt     | Divizia A                 | 14    | 1    |
| 2002/2003     | FC Național Bukareszt     | Divizia A                 | 2     | 0    |
| 2003/2004     | FC Universitatea Craiova  | Divizia A                 | 5     | 0    |
| 2004/2005     | FC Universitatea Craiova  | Divizia A                 | 18    | 0    |
| 2005/2006 (j) | CS Pandurii Târgu Jiu     | Divizia A                 | 5     | 0    |
| 2005/2006 (w) | Ethnikos Achna FC         | Protathlima A’ Kategorias | 9     | 1    |
| 2006/2007     | Ethnikos Achna FC         | Protathlima A’ Kategorias | 19    | 0    |
| 2007/2008     | CSM Ceahlăul Piatra Neamț | Liga I                    | 8     | 0    |